# 끝없는 모험
끝없는 모험(L'Aventure, C'Est L'Aventure, Money Money Money)은 이탈리아에서 제작된 끌로드 를르슈 감독의 1972년 모험, 코미디 영화이다. 리노 벤추라 등이 주연으로 출연하였고 조지 덩시거스 등이 제작에 참여하였다.

## 출연

### 주연
- 리노 벤추라
- 자크 브렐
- 샤를르 드네

### 조연
- 조니 할리데이
- 찰스 제라르
- 알도 마시온
- 니콜 쿠르셀
- 이브 로베르
- 안드레 팔콘
- 후안 루이스 브뉘엘
- 고든 헤스
- 자비에 겔린
- 헨리 자르니악